# 毛獐牙菜
毛獐牙菜（学名：Swertia pubescens）为龙胆科獐牙菜属下的一个种。

## 扩展阅读
- 維基物種上的相關：毛獐牙菜